# Krzywa Bragga

Porównanie profili dawki dla elektronów, protonów i promieniowania hamowania.

Krzywa Bragga – w fizyce, krzywa przedstawiająca średnią gęstość jonizacji wywołanej przez cząstkę naładowaną w zależności od jej drogi w absorbencie, nazwana od Williama Henry'ego Bragga. 
Do tej charakterystycznej zależności prowadzi zależność strat jonizacyjnych od energii cząstki, która wynika ze wzoru Bethego-Blocha.